# Mamédy Doucara
Mamédy Doucara (Parigi, 28 luglio 1981) è un ex taekwondoka francese.

## Palmarès
- Mondiali

Muju 2017: oro nei 78 kg.
- Europei

Roma 2008: bronzo nei 78 kg;
San Pietroburgo 2010: bronzo negli 80 kg;
Baku 2014: bronzo negli 80 kg.